# Il giorno dopo la fine del mondo
Il giorno dopo la fine del mondo (Panic in Year Zero!) è un film del 1962 diretto da Ray Milland.
È un film di fantascienza statunitense a sfondo thriller con Ray Milland, Jean Hagen e Frankie Avalon ambientato in un mondo postapocalittico a seguito allo scoppio di una guerra nucleare.
Il film (pur non riconoscendolo nei credit)  è chiaramente riconducibile ai racconti di Ward Moore pubblicati nell'agosto 1953 su Fantasy and Science Fiction Lot, cui seguì nell'ottobre 1954 Lot's Daughter.

## Trama
Harry Baldwin, con sua moglie Ann e i loro figli Rick e Karen, partono da Los Angeles con la loro roulotte per una giornata di pesca e svago nella Sierra Nevada. Mentre sono in viaggio, i Baldwin notano degli insoliti lampi luminosi provenienti da grande distanza. La radio annuncia l'inizio di una guerra termonucleare e ciò viene confermato quando i Baldwin vedono un grande fungo atomico sopra Los Angeles.
I Baldwin tentano inizialmente di tornare per salvare la madre di Ann, che abita in un sobborgo di Los Angeles, ma presto abbandonano questi piani quando vedono alcuni rifugiati che scappano terrorizzati per sfuggire alla ricaduta delle esplosioni nucleari multiple. Dopo essersi reso conto che la società è del tutto crollata, Harry decide che la famiglia deve trovare rifugio presso la loro casa vacanze, che si trova in un luogo appartato.
Lungo la strada, si fermano per rifornirsi di generi di necessità ma trovano difficoltà ad acquistare alcuni attrezzi quando il proprietario di un negozio, Ed Johnson, non accetta un assegno. Incontrano inoltre tre giovani e minacciosi teppisti, Carl, Mickey e Andy, ma riescono a difendersi e a scappare.
Dopo un viaggio straziante, i Baldwin raggiungono la loro meta ma trovano poi rifugio in una grotta per proteggersi dalle radiazioni. Scoprono che altre due persone hanno avuto la stessa idea, Johnson e sua moglie. Ma i tre balordi riappaiono e sparano ai due, uccidendoli. Una coppia di agricoltori subisce la stessa sorte e la loro figlia adolescente, Marilyn, viene tenuta come schiava del sesso. Anche Karen, figlia di Harry, viene violentata da Mickey e Andy. Con le pistole in mano, Harry e il figlio Rick tentano di reagire, uccidono i due balordi e liberano Marilyn. Quando Carl torna, ne nasce una nuova sparatoria. Carl muore ma Rick viene gravemente ferito. A questo punto la radio annuncia che la situazione è tornata sotto controllo e che Los Angeles è fuori pericolo. I Baldwin decidono così di far ritorno alla loro casa.

## Produzione
Il film, interpretato (nel ruolo del capofamiglia Harry) e diretto da Ray Milland su una sceneggiatura di Jay Simms e John Morton e un soggetto dello stesso Simms, fu prodotto da Arnold Houghland e Lou Rusoff per la American International Pictures tramite la Santa Clara Productions e girato nel CBS Studio Center a Studio City, nell'Iverson Ranch a Chatsworth, a Los Angeles, e in altre località della California. Il titolo di lavorazione fu Survival. La colonna sonora originale fu composta da Les Baxter.

## Distribuzione
Il film fu distribuito con il titolo Panic in Year Zero! negli Stati Uniti nel luglio del 1962 al cinema dalla American International Pictures. Fu puoi redistribuito nel 1965 con il titolo The End of the World.
Altre distribuzioni:
- in Turchia il 26 dicembre 1962
- in Italia nell'ottobre 1963 (Il giorno dopo la fine del mondo)
- in Irlanda il 6 dicembre 1963
- in Giappone nel giugno del 1964
- in Belgio il 28 gennaio 1966 (Paniek in het jaar zero e Panique en l'an zéro)
- in Germania il 6 aprile 1996 (in TV)
- in Germania il 12 aprile 2010 (in DVD)
- in Brasile (Pânico no Ano Zero)
- in Danimarca (Måske i morgen)
- in Spagna (Pánico infinito)
- in Finlandia (Pakokauhua vuonna nolla)
- in Francia (Panique année zéro)
- in Grecia (Panikos sto etos miden)
- in Ungheria (Világvége)
- in Germania Ovest (Panik im Jahre Null)

## Critica
Secondo il Morandini il film è uno dei più interessanti del regista Milland e si inserisce in quel filone di produzioni dimostratesi assai sensibili al tema del conflitto atomico durante gli anni sessanta e settanta. Secondo Morandini, infine, la parte più apprezzabile sarebbe comunque la prima.
Secondo Fantafilm il film rappresenterebbe un "inno all'individualismo americano" con la violenza che viene combattuta con lo stesso peso e la stessa misura, reazioni giustificate solo in parte dallo scenario postapocalittico in cui è ambientato il film. Questa "filosofia" che impegnerebbe tutto il film fin dall'inizio viene contraddetta, e ciò rappresenterebbe una vera "incongruenza", solo nel finale quando sopraggiunge l'esercito che riesce a riportare la legalità e la sicurezza; quello stesso esercito che risulterebbe, in pratica, responsabile di quello stato di cose.

## Promozione
Le tagline sono:
- Where Science Fiction Ends And Fact Begins!!
- An Orgy of Looting and Lust!
- A'-Day... When Civilization Came To An End!
- When Science Fiction Becomes Fact!
- "A" day when civilization came to an end!